# Pecosorbis kansasensis
Pecosorbis kansasensis är en snäckart som först beskrevs av S. S. Berry 1966.  Pecosorbis kansasensis ingår i släktet Pecosorbis och familjen posthornssnäckor. Inga underarter finns listade i Catalogue of Life.